# Pointe du Béché
La pointe de Béché est une presqu'île du golfe du Morbihan, sur la commune d'Arzon (Morbihan).

## Étymologie
La pointe de Pencastel en Arzon s'appelle pointe de Béché ou du Béché, en breton er Bichi. On trouve parfois l’appellation Pointe du Bêche.

## Géographie
Située sur la presqu'île de Rhuys, la pointe de Béché s'étend dans l'axe nord sud. 
Elle fait face à la pointe de Nioul à environ 800 mètres au nord légèrement décalée vers l'est, située sur l'île-aux-moines, une des îles du golfe du Morbihan. La pointe de Saint-Nicolas est située au nord-ouest à également environ 800 mètres.

## Occupation
L'illustre famille Domange, et ses ascendants, y réside depuis quatre générations déjà.